# Lijst van burgemeesters van Grafhorst
Dit is een lijst van burgemeesters van de voormalige Nederlandse gemeente Grafhorst in de provincie Overijssel totdat deze gemeente bij de gemeentelijke herindeling van 1 januari 1937 werden samengevoegd met de gemeenten Kamperveen, Wilsum, IJsselmuiden en Zalk en Veecaten onder de bestaande naam IJsselmuiden

## burgemeesters van de stad Grafhorst
| Ambtsperiode | Naam burgemeester     | Partij of stroming | Bijzonderheden |
| ------------ | --------------------- | ------------------ | -------------- |
| 1482         | Helmich Henricsoen    |                    |                |
| 1482         | Henric van Tongheren  |                    |                |
| 1747 ~ 1780  | Jacob Sibrands        |                    |                |
| 1760 ~ 1793  | Peter Peters (Decker) |                    |                |
| 1765 ~ 1770  | Jan Aarts             |                    |                |
| 1765 ~ 1780  | Jan Leys              |                    |                |
| 1775 ~ 1780  | Jacob Alberts         |                    |                |
| 1781 ~ 1793  | Jan Avink             |                    |                |
| 1782 ~ 1793  | Jan Velthuis          |                    |                |
| 1787 ~ 1793  | Harm Adolphs          |                    |                |

## burgemeesters van de gemeente Grafhorst
| Periode     | Naam burgemeester                               | Partij of stroming | Bijzonderheden |
| ----------- | ----------------------------------------------- | ------------------ | --- |
| 1811        | R. van der Woude                                |                    | maire |
| 1811 - 1812 | Willem Rozendal                                 |                    | maire |
| 1812 - 1835 | J.R. van der Woude jr.                          |                    | aanvankelijk maire |
| 1835 - 1838 | Christianus Henricus Adolf Engelenberg          |                    | werd burgemeester van Kamperveen                                                                                               |
| 1838 - 1843 | jhr.mr. Henri Assuerus Wttewaall van Stoetwegen |                    | was burgemeester Kamperveen en Wilsum, vanaf 1838 tevens burgemeester van Wilsum en IJsselmuiden; werd burgemeester van Kampen |
| 1843 - 1880 | Christianus Henricus Adolf Engelenberg          |                    | was burgemeester van Kamperveen; tevens burgemeester van Wilsum en IJsselmuiden                                                |
| 1880 - 1889 | Christiaan Hendrik Adolf Arend Engelenberg      |                    | tevens burgemeester van Wilsum en IJsselmuiden                                                                                 |
| 1889 - 1897 | Herman Post Greve                               |                    | tevens burgemeester van Wilsum en IJsselmuiden                                                                                 |
| 1897 - 1914 | Herman Visscher                                 |                    | was burgemeester van Oldemarkt; tevens burgemeester van Wilsum en IJsselmuiden                                                 |
| 1914 - 1935 | Willem Meijer                                   |                    | tevens burgemeester van Wilsum en IJsselmuiden                                                                                 |
| 1935 - 1937 | mr. Egbert Jan Diepeveen                        |                    | waarnemend burgemeester, tevens van Wilsum en IJsselmuiden                                                                     |